# Rayane Salakedji
Rayane Salakedji, née le 4 mai 2000, est une karatéka algérienne.

## Carrière
Elle a commencé sa carrière a l’age de 7ans et depuis elle est championne d’Algérie en kata et kumité jusqu’a l’age de 19ans ou elle est spécialiste kata  en kata individuelle : elle a remporté la médaille de bronze lors du championnat méditerranéen a Antalya et la médaille d’argent au championnat arabe en tunisie
Elle remporte la médaille d'argent en kata par équipe lors des Jeux africains de plage de 2019 à Sal et la médaille de bronze en kata par équipe lors des Jeux africains de 2019 à Rabat.
Elle remporte la médaille de bronze en kata par équipe lors des Jeux de la solidarité islamique de 2021 à Konya.
En mars 2024, elle est médaillée de bronze en kata par équipes aux Jeux africains à Accra.

## Palmarès
| Année | Compétition                     | Lieu     | Résultat | Catégorie        |
| ----- | ------------------------------- | -------- | -------- | ---------------- |
| 2019  | Championnats d'Afrique          | Gaborone | 2e       | Kata par équipes |
| 2019  | Jeux africains de plage         | Sal      | 2e       | Kata par équipes |
| 2019  | Jeux africains                  | Rabat    | 3e       | Kata par équipes |
| 2020  | Championnats d'Afrique          | Tanger   | 1re      | Kata par équipes |
| 2021  | Championnats d'Afrique          | Le Caire | 2e       | Kata par équipes |
| 2022  | Jeux de la solidarité islamique | Konya    | 3e       | Kata par équipes |
| 2022  | Championnats d'Afrique          | Durban   | 1re      | Kata par équipes |
| 2023  | Jeux africains de plage         | Hammamet | 3e       | Kata par équipes |
| 2024  | Jeux africains                  | Accra    | 3e       | Kata par équipes |